# Canepari (metropolitana di Genova)
Canepari sarà una stazione della metropolitana di Genova.
Sorgerà presso il parcheggio ex FILLEA di piazzale Bruno Palli, nelle adiacenze di via Canepari, in posizione intermedia tra l'area urbana di Certosa e quella di Rivarolo. Sul percorso della locale rete metropolitana, Canepari si trova a 500 metri da Brin e diventerà il nuovo capolinea della linea.

## Storia
Presente nel progetto originario del 1981 come fermata intemedia del tronco Certosa-Rivarolo, la stazione Canepari ha avuto una lunga gestazione: nel 1987, quando era in corso la costruzione di Brin, fu predisposto un viadotto (utilizzato sino al 2023 per la manovra dei convogli) che avrebbe dovuto avanzare curvando di 60° fino a intersecare la linea merci Porto-Campasso-Fegino, e avrebbe poi proseguito con percorso sopraelevato fino a Rivarolo. Le tre stazioni della Val Polcevera (Brin, Canepari e Pallavicini) dovevano essere costruite quindi su un tracciato soprelevato, con struttura molto simile. La prosecuzione di una sopraelevata ferroviaria fu però giudicata troppo impattante sul quartiere e non vide mai la luce, pertanto il capolinea settentrionale della metropolitana rimase collocato a Brin.
Nel 1996 Ansaldo ripensò il progetto con una modifica sostanziale: poiché la linea merci del Campasso stava per essere dismessa da RFI, il viadotto venne abbassato fino al livello del rilevato ferroviario per sfruttarne il percorso e proseguire il tracciato a livello del sedime e non più sopraelevato. Nel 2009 il Piano Urbanistico Municipale (PUM) prevedeva l'estensione della linea fino a Canepari, che sarebbe divenuta la nuova stazione capolinea (anche se tale soluzione avrebbe escluso successive estensioni).
Negli anni 2010 si presentò un nuovo conflitto: per collegare il porto con la linea veloce del Terzo valico, RFI decise di riattivare sia il parco del Campasso sia l'importante collegamento merci tra il Porto e il doppio bivio Fegino, quindi il progetto subì un'ulteriore correzione: la linea avrebbe intersecato a raso solo la parte destra del sedime ferroviario, ma per fare ciò il viadotto doveva effettuare una curva più stretta, passando troppo vicino alle case. Vennero perciò espropriati due edifici, uno di questi ad uso abitativo (il civico 2 di via Ariosto) per consentirne l'abbattimento e creare lo spazio necessario. Gli inquilini del civico 2 dovettero quindi essere sfrattati e poi rimborsati dal Comune di Genova.
Nel 2019 venne affidata ad un raggruppamento di imprese la progettazione per la nuova tratta e nel luglio 2020 la giunta comunale guidata dal sindaco Marco Bucci presentò il progetto definitivo della stazione. Il vecchio progetto di Ansaldo venne superato in favore di una stazione dalle linee più moderne e predisposta per un futuro prolungamento. Oltre ai due edifici, era necessaria la demolizione parziale dell'attuale tronchino di Brin (troppo alto e con curvatura diversa dai progetti) per permettere al nuovo viadotto di abbassarsi gradualmente fino al livello del sedime ferroviario (ragion per cui la nuova stazione è in pendenza e sopraelevata di qualche metro rispetto al piano binari).
Secondo il progetto, verrebbe ricavato lo spazio di due binari (di cui uno a sbalzo su via Vedovi). Per ridurre l'inquinamento acustico sul quartiere, sono state previste barriere fonoassorbenti su buona parte del tratto.
Il 30 dicembre 2020 Il Comune firmò l'accordo con il Gruppo FS per l'acquisizione delle aree del Campasso, procedura obbligata per far partire i lavori, sebbene la metropolitana interferisca marginalmente con la linea merci. Le aree ferroviarie destinate al prolungamento sono state ufficialmente acquisite dal Comune nel giugno 2021.
I lavori sono stati aggiudicati ufficialmente l'11 dicembre 2020 alle aziende Compat di Roma e Research Consorzio Stabile di Napoli. Nel progetto è inclusa la riqualificazione del parcheggio ex FILLEA in piazzale Palli, che sarà dotato di aree verdi e trasformato in un importante interscambio, e l'adeguamento idrogeologico dei rivi Maltempo e Torbella, sottostanti via Canepari, i quali tramite un piccolo scolmatore raggiungeranno il Polcevera, riducendo notevolmente il rischio di esondazione ed evitando la necessità di chiudere la stazione in caso di allerta meteorologica.
I lavori preliminari per la tratta Brin-Canepari hanno avuto inizio il 15 gennaio 2021 con la rimozione delle rotaie e della catenaria della vecchia linea e la realizzazione di una strada battuta per i mezzi di cantiere sul sedime ferroviario.
Il cantiere per l'estensione è entrato nel vivo il 20 settembre 2021, con la demolizione del palazzo di via Ariosto 2. In seguito è stato demolito l'ex casello ferroviario in via Vedovi e da giugno 2022 sono iniziati i cantieri per realizzare la stazione in piazzale Palli.
Il cronoprogramma prevedeva 540 giorni di cantiere, con la stazione operativa a fine 2023.
Nel febbraio 2023, durante gli scavi per realizzare la stazione, è stata scoperta un’antica fornace di epoca romana, risalente al 300 d.C. La scoperta ha richiesto l'intervento della Sopraintendenza ai Beni Culturali che ha ritardato i lavori per consentire il recupero dei reperti (alcuni dei quali saranno esposti all'interno della nuova stazione, altri all'interno della Certosa di San Bartolomeo). Un ulteriore ritardo è stato causato dalla bonifica del terreno dagli idrocarburi presenti nell'area; di conseguenza, l'apertura della stazione è stata posticipata dapprima a metà 2024, poi alla primavera del 2025. Successivamente, in seguito a un lungo contenzioso con l'impresa costruttrice (vinto dall'amministrazione comunale), la fine dei lavori è slittata alla primavera del 2026.

## Strutture e impianti
La stazione sorgerà in parte sul sedime ferroviario ed in parte su un viadotto a sbalzo, raccordato a quello attuale di Brin, ad un'altezza di circa 5 metri dal piano strada. La struttura sarà a due banchine laterali dotate di copertura integrale, sopra la quale alloggeranno pannelli fotovoltaici. Il fabbricato della stazione e le aree verdi prospicienti occuperanno una parte di Piazza Palli precedentemente adibita a parcheggio. L'asta di manovra per i convogli sarà lunga 250 m, in modo da consentire l'inversione di marcia dei convogli formati da due elettrotreni della metropolitana di terza generazione accoppiati, che fino ad oggi è stato possibile impiegare solamente in composizione singola proprio a causa della lunghezza insufficiente del binario di regresso dell'attuale capolinea di Brin.
Canepari è pensata come capolinea temporaneo, in quanto è già prevista e finanziata un'estensione verso piazza Pallavicini, nel centro di Rivarolo.